# Onthophagus yiryoront
Onthophagus yiryoront là một loài bọ cánh cứng trong họ Bọ hung (Scarabaeidae).